# Operacija Mjesečeva sonata
Operacija Mjesečeva sonata bilo je kodno ime Luftwaffea za bombardiranje engleskog grada Coventrija, danas dijela Londona, u noći s 14. na 15. studenog 1940. godine i predstavlja najrazornije bombardiranje nekog grada u Ujedinjenom kraljevstvu tijekom Drugog svjetskog rata. Grad je pretrpio zračne napade i u travnju 1941. i kolovozu 1942., u kojima je do temelja bio uništen. Kao odgovor na granatiranje Coventrija, Britanske zračne snage RAF-a u više su navrata tijekom rata bombardirali njemačke gradove, napose Mannheim, koji je bio metom Savezničkih promatranja još od početka rata 1939. godine.
Uoči rata Coventry je bio snažno industrijsko središte s gotovo četvrt milijuna žitelja i snažnom zrakoplovnom, automobilskom, drvnoprerađivačke industrijom te proizvodnjom municije te je kao takav, čak i prema stajalištima britanskih povjesničara (Frederick Taylor) bio, prema ratnim konvencijama, opravdana meta zračnih napada. Njegova strateška važnost očitovala se i smještajem u neposrednoj blizini Londona, glavnog grada Ujedinjenog Kraljevstva. Unatoč tome, Coventry je pretrpio velike civilne žrtve.
Britanski skladatelj svjetskoga glasa Benjamin Britten posvetio je svoj »Ratni rekvijem« žrtvama bombardiranja. Godine 1956. kraljica Elizabeta II. postavila je kamen temeljac za izgradnju nove katedrale, dok su ruševine predratne katedrale očuvane do danas kao podsjetnik na ratna stradanja.